# Berniniella kazakovi
Berniniella kazakovi är en kvalsterart som beskrevs av Gordeeva och Melamud 1991. Berniniella kazakovi ingår i släktet Berniniella och familjen Oppiidae. Inga underarter finns listade.